# François Chevaldonnet
François Chevaldonnet (ur. 22 lipca 1950 w Reims, zm. 2016) – francuski szachista, mistrz międzynarodowy od 1983 roku.

## Kariera szachowa
Największy sukces w karierze odniósł w 1976 r., zdobywając w Saint-Jean-de-Monts tytuł indywidualnego mistrza Francji. Wystąpił w wielu międzynarodowych turniejach, m.in. w Reggio Emilii (dwukrotnie, na przełomie lat 1979/80 i 1980/81), Perniku (1981), Bagneux (1982), Sindelfingen (1984) i Hamburgu (1986), nie osiągając jednak znaczących wyników. Jednym z jego ostatnich sukcesów było dzielenie II miejsca (za Petyrem Welikowem) w Besançon (2003).
Najwyższy ranking w karierze osiągnął 1 stycznia 1980 r., z wynikiem 2375 punktów zajmował wówczas 3. miejsce wśród francuskich szachistów.
François Chevaldonnet jest autorem dwóch książek poświęconych tematyce szachowej:
- Les échecs : l'échec et mat à portée de tous (2001, ISBN 2-8307-0640-4)
- L'art de la combinaison (2003, ISBN 2-228-89662-4)